# 78-й Венецианский кинофестиваль
78-й ежегодный Венецианский международный кинофестиваль прошёл с 1 по 11 сентября 2021 года. Жюри основного конкурса фестиваля возглавил южнокорейский режиссёр и сценарист Пон Чжун Хо. Фильмом открытия стала картина «Параллельные матери» испанского режиссёра Педро Альмодовара. «Золотого льва» был удостоен фильм «Событие» режиссёра Одри Диван, Гран-при жюри — «Рука Бога» Паоло Соррентино.

## Жюри
Основной конкурс:
- Пон Чжун Хо, режиссёр и сценарист ( Республика Корея) — председатель
- Хлоя Чжао, режиссёр и сценарист ( Китай)
- Виржини Эфира, актриса ( Бельгия)
- Синтия Эриво, актриса ( Великобритания)
- Сара Гадон, актриса и продюсер ( Канада)
- Александр Нанау, документалист ( Румыния)
- Саверио Костанцо, режиссёр ( Италия)

Программа «Горизонты»:
- Ясмила Жбанич, режиссёр ( Босния и Герцеговина) — председатель
- Мона Фастволд, режиссёр ( США)
- Шахрам Мокри, режиссёр и сценарист ( Иран)
- Надя Терранова, писательница ( Италия)
- Джош Сигел, куратор кинодепартамента Музея современного искусства в Нью-Йорке ( США)

## Конкурсная программа

### Основной конкурс
Следующие фильмы участвуют в основном конкурсе:
| Лауреат «Золотого льва» выделен отдельным цветом. |

| Лауреат Гран-при жюри выделен отдельным цветом. |

| Название                            | Оригинальное название        | Режиссёр                          | Страна                                                     |
| ----------------------------------- | ---------------------------- | --------------------------------- | ---------------------------------------------------------- |
| Параллельные матери(фильм открытия) | Madres paralelas             | Педро Альмодовар                  | Испания                                                    |
| Власть пса                          | The Power of the Dog         | Джейн Кэмпион                     | Великобритания · Австралия · США · Канада · Новая Зеландия |
| Спенсер                             | Spencer                      | Пабло Ларраин                     | США · Великобритания · Германия · Чили                     |
| Капитан Волконогов бежал            |                              | Наталья Меркулова и Алексей Чупов | Россия · Эстония · Франция                                 |
| Холодный расчёт                     | The Card Counter             | Пол Шредер                        | США · Великобритания · Китай                               |
| Незнакомая дочь                     | The Lost Daughter            | Мэгги Джилленхол                  | США · Великобритания · Греция · Израиль                    |
| Закат                               | Sundown                      | Мишель Франко                     | Мексика · Франция · Швеция                                 |
| Рука Бога                           | È stata la mano di Dio       | Паоло Соррентино                  | Италия                                                     |
| Официальный конкурс                 | Competencia Oficial          | Гастон Дюпра и Мариано Кон        | Испания · Аргентина                                        |
| Другой мир                          | Un autre monde               | Стефан Бризе                      | Франция                                                    |
| Коробка                             | La Caja                      | Лоренсо Вигас                     | Мексика · США                                              |
| Латинская Америка                   | America Latina               | Дамиано и Фабио Д’Инноченцо       | Италия · Франция                                           |
| Фрики на свободе                    | Freaks Out                   | Габриеле Майнетти                 | Италия · Бельгия                                           |
| Событие                             | L'Événement                  | Одри Диван                        | Франция                                                    |
| Дыра                                | Il buco                      | Микеланджело Фраммартино          | Италия · Франция · Германия                                |
| Не оставляй следов                  | Żeby nie było śladów         | Ян П. Матушинский                 | Польша · Франция · Чехия                                   |
| Утраченные иллюзии                  | Illusions Perdues            | Ксавье Джанноли                   | Франция                                                    |
| Мона Лиза и кровавая луна           | Mona Lisa and the Blood Moon | Ана Лили Амирпур                  | США                                                        |
| Отражение                           | Відблиск                     | Валентин Васянович                | Украина                                                    |
| На работе 2: Исчезнувшая восьмёрка  | On the Job 2: The Missing 8  | Эрик Матти                        | Филиппины                                                  |
| Вот я смеюсь                        | Quo Rido Io                  | Марио Мартоне                     | Италия · Испания                                           |

### Программа «Горизонты»

#### Основной конкурс
| Победитель выделен отдельным цветом. |

| Название                | Оригинальное название        | Режиссёр                     | Страна                                      |
| ----------------------- | ---------------------------- | ---------------------------- | ------------------------------------------- |
| Атлантида               | Atlantide                    | Юри Анкарани                 | Италия · Франция · США · Катар              |
| Чудо                    | Miracol                      | Богдан Джордже Апетрий       | Румыния · Чехия · Латвия                    |
| Паломники               | Piligrimai                   | Лауринас Барейша             | Литва                                       |
| Павлиний рай            | Il paradiso del pavone       | Лаура Биспури                | Италия · Германия                           |
| Водопад                 | Pu bu                        | Чан Монг-Хун                 | Китайская Республика                        |
| Отверстие в заборе      | El hoyo en la cerca          | Хоакин дель Пасо             | Мексика · Польша                            |
| Амира                   | Amira                        | Мохамед Диаб                 | Египет · Иордания · ОАЭ · Саудовская Аравия |
| Полный рабочий день     | À plein temps                | Эрик Гравель                 | Франция                                     |
| 107 матерей             | Cenzorka                     | Петер Керекеш                | Словакия · Чехия · Украина                  |
| Вера мечтает о море     | Vera andrron detin           | Калтрина Красничи            | Косово · Албания · Северная Македония       |
| Обещания                | Les promesses                | Томас Круйтхоф               | Франция                                     |
| Белое здание            | Bodeng sar                   | Неанг Кавич                  | Камбоджа · Франция · Китай · Катар          |
| Анатомия времени        | Wela                         | Джакравал Нилтамронг         | Таиланд · Франция · Нидерланды · Сингапур   |
| Другой том              | El otro tom                  | Родриго Пла и Лаура Сантульо | Мексика · США                               |
| Большой шаг             | El gran movimiento           | Киро Руссо                   | Боливия · Франция · Катар · Швейцария       |
| Однажды в Калькутте     | Once Upon a Time in Calcutta | Адитья Викрам Сенгупта       | Индия · Франция · Норвегия                  |
| Носорог                 | Носорiг                      | Олег Сенцов                  | Украина · Польша · Германия                 |
| Правдивые вещи          | True things                  | Гарри Вутлифф                | Великобритания                              |
| Ину-о: Рождение легенды | Inu-ô                        | Масааки Юаса                 | Япония · Китай                              |

#### Горизонты Extra
| Победитель выделен отдельным цветом. |

| Название                                        | Оригинальное название                        | Режиссёр                  | Страна                                                        |
| ----------------------------------------------- | -------------------------------------------- | ------------------------- | ------------------------------------------------------------- |
| Мама, я дома                                    |                                              | Владимир Битоков          | Россия                                                        |
| Коста Брава                                     | Costa Brava                                  | Муния Акл                 | Ливан · Франция · Испания · Швеция · Дания · Норвегия · Катар |
| Моя ночь                                        | Ma nuit                                      | Антуанетт Була            | Франция · Бельгия                                             |
| Девушка полетела                                | La ragazza ha volato                         | Вилма Лабате              | Италия · Словения                                             |
| 7 заключённых                                   | 7 prisioneiros                               | Александр Моратто         | Бразилия                                                      |
| Земля мечты                                     | Land of dreams                               | Ширин Нешат и Шоджа Азари | США · Германия · Катар                                        |
| Слепой мужчина, который не хотел видеть Титаник | Sokea mies, joka ei halunnut nähdä Titanicia | Теэму Никки               | Финляндия                                                     |
| Машина образов Альфредо К.                      | La macchina delle immagini di Alfredo C.     | Роленд Сейко              | Италия                                                        |

## Внеконкурсные показы
| Название                                 | Оригинальное название  | Режиссёр             | Страна                                             |
| ---------------------------------------- | ---------------------- | -------------------- | -------------------------------------------------- |
| Дюна                                     | Dune                   | Дени Вильнёв         | США · Канада · Венгрия · Иордания · ОАЭ · Норвегия |
| Хэллоуин убивает                         | Halloween Kills        | Дэвид Гордон Грин    | США                                                |
| Прошлой ночью в Сохо                     | Last Night in Soho     | Эдгар Райт           | Великобритания                                     |
| Последняя дуэль                          | The Last Duel          | Ридли Скотт          | США · Великобритания                               |
| Скрытый ребёнок (фильм закрытия)         | Il Bambino Nascosto    | Роберто Андо         | Италия · Франция                                   |
| Католическая школа                       | La Scuola Cattolica    | Стефано Мордини      | Италия                                             |
| Человеческие вещи                        | Les Choses Humaines    | Иван Атталь          | Франция                                            |
| Старый Генри                             | Old Henry              | Поци Пончироли       | США                                                |
| Республика тишины                        | Republic of Silence    | Дайана Эль Джейруди  | Германия · Франция · Сирия                         |
| Ариаферма                                | Ariaferma              | Леонардо Ди Костанцо | Италия · Швейцария                                 |
| Сцены из супружеской жизни (1-5 эпизоды) | Scenes from a Marriage | Хагай Ливай          | США                                                |

## Награды
Призы на конкурсе распределились следующим образом:

### Основные награды
- Золотой лев — «Событие», реж. Одри Диван
- Приз Большого жюри — Серебряный лев — «Рука Бога», реж. Паоло Соррентино
- Серебряный лев за режиссуру — Джейн Кэмпион за фильм «Власть пса»
- Кубок Вольпи за лучшую мужскую роль — Джон Арсилья за роль в фильме «На работе 2: Исчезнувшая восьмёрка»
- Кубок Вольпи за лучшую женскую роль — Пенелопа Крус за роль в фильме «Параллельные матери»
- Приз за лучший сценарий — Лев — Мэгги Джилленхол за фильм «Незнакомая дочь»
- Специальный приз жюри — «Дыра», реж. Микеланджело Фраммартино
- Премия Марчелло Мастроянни — Филиппо Скотти за роль в фильме «Рука Бога»

### Награды за вклад в кинематограф
- Почётный Золотой лев  —  Роберто Бениньи и Джейми Ли Кёртис[7][8]

### Программа «Горизонты»
- Приз за лучший фильм — «Паломники», реж. Лауринас Барейша
- Приз за режиссуру — Эрик Гравель за фильм «Полный рабочий день»
- Специальный приз жюри — «Большой шаг», реж. Киро Руссо
- Приз лучшему актёру — Писет Чхун за фильм «Белое здание»
- Приз лучшей актрисе — Лор Калами за фильм «Полный рабочий день»
- Приз за лучший сценарий — Иван Остроховский, Петер Керекеш за фильм «107 матерей»

### Награда за лучший дебют
- Приз Луиджи Ди Лаурентиса — Лев Будущего — «Безупречная», реж. Моника Стэн и Георге Чипер-Лиллемарк (Румыния)